# Linda Porter
Linda Porter (Cleveland, Ohio, 1933. január 31. – 2019. szeptember 25.) amerikai karakterszínésznő.

## Filmjei
Mozifilmek
- Ikrek (Twins) (1988)
- Vonzások és állatságok (The Truth About Cats & Dogs) (1996)
- Becoming Rebecca (1996)
- Pasifogó (Tumbleweeds) (1999)
- A földlakók nemi élete (The Mating Habits of the Earthbound Human) (1999)
- Stanley's Gig (2000)
- Hé, haver, hol a kocsim? (Dude, Where's My Car?) (2000)
- Jószomszédi iszony (Duplex) (2003)
- Uncross the Stars (2008)
- Mercy (2014)
- Pee-wee's Big Holiday (2016)
- A szerencse háza (The House) (2017)

Tv-filmek
- Ki mellé állnak a barátok? (Who Gets the Friends?) (1988)
- Triplacsavar (Partners) (2000)
- Billie kontra Bobby (When Billie Beat Bobby) (2001)
- Karate kutya (The Karate Dog) (2005)

Tv-sorozatok
- A szépség és a szörnyeteg (Beauty and the Beast) (1988, egy epizódban)
- Gyilkos sorok (Murder, She Wrote) (1992, egy epizódban)
- Frasier – A dumagép (Frasier) (1994, egy epizódban)
- Roseanne (1995, egy epizódban)
- Megőrülök érted (Mad About You) (1995, egy epizódban)
- Hang Time (1996, egy epizódban)
- Wings (1996, egy epizódban)
- The Naked Truth (1997, egy epizódban)
- Vészhelyzet (ER) (1998, egy epizódban)
- X-akták (The X-Files) (1998, egy epizódban)
- Melrose Place (1999, egy epizódban)
- Spinédzserek (Clueless) (1999, egy epizódban)
- Angyal kontra démon (G vs E) (1999, egy epizódban)
- Légy valódi! (Get Real) (1999, egy epizódban)
- The Phantom Eye (1999, egy epizódban)
- One World (1999, egy epizódban)
- Halálbiztos diagnózis (Diagnosis: Murder) (2000, egy epizódban)
- Even Stevens (2000, egy epizódban)
- Dharma és Greg, avagy kettőn áll a vásár (Dharma & Greg) (2000, egy epizódban)
- Amynek ítélve (Judging Amy) (2000, egy epizódban)
- Kerge város (Spin City) (2000, egy epizódban)
- Már megint Malcolm (Malcolm in the Middle) (2001, egy epizódban)
- Szívek szállodája (Gilmore Girls) (2001–2003, három epizódban)
- Csajok (Girlfriends) (2003, egy epizódban)
- Mrs. Klinika (Strong Medicine) (2003, egy epizódban)
- Boomtown (2003, egy epizódban)
- Phil a jövőből (Phil of the Future) (2004, egy epizódban)
- Tesóm nyakán (What I Like About You) (2004, egy epizódban)
- Dokik (Scrubs) (2004, egy epizódban)
- Férjek gyöngye (The King of Queens) (2005, egy epizódban)
- Joey (2005, egy epizódban)
- Out of Practice (2005, egy epizódban)
- That's So Raven (2006, egy epizódban)
- A nevem Earl (My Name Is Earl) (2008, egy epizódban)
- Kath és Kim (Kath & Kim) (2009, egy epizódban)
- Greek, a szövetség (Greek) (2009, egy epizódban)
- CSI: New York-i helyszínelők (CSI: NY) (2010, egy epizódban)
- Így jártam anyátokkal (How I Met Your Mother) (2010, egy epizódban)
- Zack és Cody a fedélzeten (The Suite Life on Deck) .... Grammy Picket (2011, két epizódban)
- Eagleheart (2011, egy epizódban)
- American Horror Story: Murder House (2011, egy epizódban)
- Family Guy (2011, hang, egy epizódban)
- A semmi közepén (The Middle) (2012, egy epizódban)
- The Mindy Project (2012, egy epizódban)
- Bunheads (2013, egy epizódban)
- Mr. Box Office (2013, egy epizódban)
- Az élet csajos oldala (2 Broke Girls) (2013, egy epizódban)
- Az életkritikus (Review) (2014, egy epizódban)
- Együttlét (Togetherness) (2015, egy epizódban)
- Documentary Now! (2015–2016, két epizódban)
- Childrens Hospital (2016, egy epizódban)
- Sing It! (2016, egy epizódban)
- Superstore (2016–2019, 34 epizódban)
- Twin Peaks (2017, három epizódban)